# Place Kléber

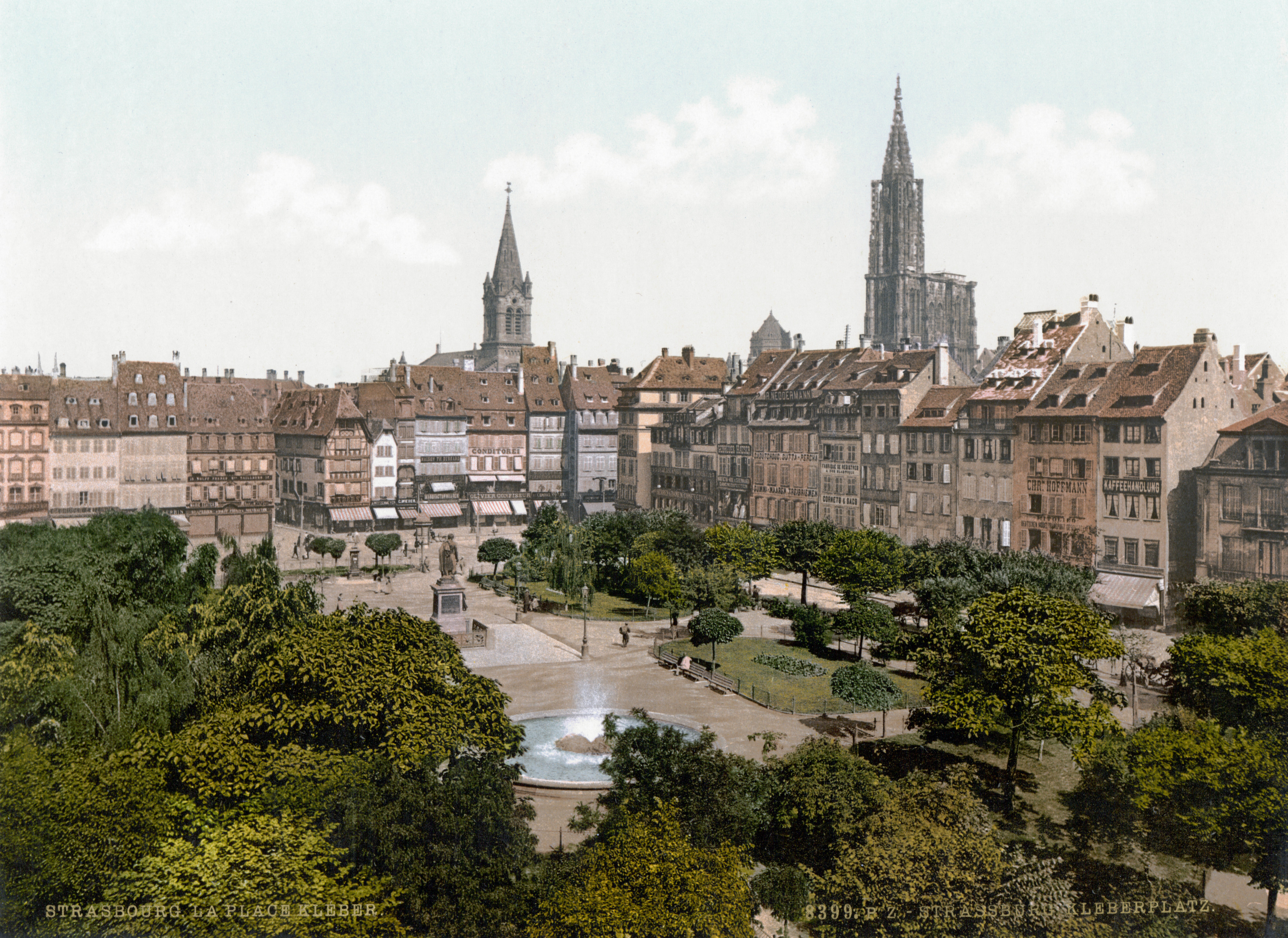
Place Kléber. 1900.

De place Kléber is het grootste en bekendste plein in het centrum van de Franse stad Straatsburg.
Oorspronkelijk heette het Barfüsserplatz, genoemd naar het Barfüsserkloster; het eens aan het plein gelegen franciscaner klooster, waar nu de Aubette staat. In de 17e eeuw heette het Waffenplatz.
Op 24 juni 1840 kreeg het plein zijn huidige naam als eerbetoon aan de in Straatsburg geboren generaal Jean-Baptiste Kléber. Twee jaar daarvoor was het stoffelijk overschot van deze generaal, die in 1800 in Caïro vermoord werd, naar Frankrijk teruggebracht en begraven in een ruimte onder het plein. In 1840 werd bovenop dat graf een monument met een standbeeld opgericht. 
Van 1940 tot 1944, toen Elzas-Lotharingen de facto door het Derde Rijk was geannexeerd, werd het plein Karl Roos Platz genoemd, naar Karl Roos, een voorvechter van autonomie voor de Elzas, die in 1940 op bevel van het Frans militair gerecht was terechtgesteld wegens spionage voor nazi-Duitsland. Het standbeeld en het graf van Kléber werden toen verwijderd, maar in 1945 werden ze weer naar het plein gebracht. 
In 1994 werd het plein heraangelegd en sindsdien is het een voetgangerszone. 